# Голубино (Московская область)
Голубино — деревня в городском округе Домодедово Московской области.

## География
Находится в южной части Московской области на расстоянии приблизительно 24 км на юг по прямой от железнодорожной станции Домодедово.

## История
Упоминается с 1629 года как имение помещиков Мишкеевых[страница не указана 919 дней].

## Население
Постоянное население составляло 109 человек в 2002 году (русские 92 %), 85 в 2010.